# Demonax tenuispinosus
Demonax tenuispinosus är en skalbaggsart som beskrevs av Francis Polkinghorne Pascoe 1869. Demonax tenuispinosus ingår i släktet Demonax och familjen långhorningar.
Artens utbredningsområde är Sulawesi. Inga underarter finns listade i Catalogue of Life.